# Sandra Bohle
Sandra Bohle (geboren 1967 in Wien) ist eine österreichische Drehbuchautorin, Dramaturgin und Filmproduzentin.

## Ausbildung und berufliche Tätigkeit
Sandra Bohle studierte von 1988 bis 1992 Theaterwissenschaft, Geschichte und Kunstgeschichte an der Universität Wien. Anschließend absolvierte sie bis 1999 ein Studium an der Universität für Musik und darstellende Kunst Wien (Filmakademie), Fachrichtung Buch und Dramaturgie.
Seit 2000 ist Bohle als Lehrende an der Filmakademie Wien tätig, seit 2011 als Senior Lecturer im Bereich Drehbuch und Dramaturgie. Sie war von 2008 bis 2012 Geschäftsführerin des Drehbuchforum Wien sowie des Drehbuchverbandes Austria.
2006 gründete sie gemeinsam mit Götz Spielmann die Produktionsfirma Spielmannfilm. In dieser Funktion war sie unter anderem Mitproduzentin des international erfolgreichen Films Revanche (2008), der 2009 für einen Oscar nominiert wurde. 2021 gründete sie gemeinsam mit Dagmar Streicher die Produktionsfirma Bon Courage Productions.
Bohle ist auch als Dramaturgin und Autorin tätig und betreut zahlreiche Spiel- und Dokumentarfilmprojekte. Sie ist Vorstandsmitglied des Drehbuchforum Wien sowie Gründungs- und Vorstandsmitglied von FC Gloria – Frauen Vernetzen Film.

## Werke (Auswahl)
- Maikäfer flieg (2016) – Drehbuch, gemeinsam mit Mirjam Unger (nach Christine Nöstlinger)[6][7]
- Was wir wollten (2020) – Drehbuch, gemeinsam mit Ulrike Kofler und Marie Kreutzer[8][9]
- Revanche (2008) – Produzentin

## Auszeichnungen (Auswahl)
- 2009: Oscar-Nominierung für Revanche (als Produzentin)
- 2017: Romy-Nominierung für Maikäfer flieg
- 2021: Thomas-Pluch-Hauptpreis für Was wir wollten[10][11]
- 2021: Romy-Nominierung für Was wir wollten